# HD65949
HD65949 — хімічно пекулярна зоря спектрального класу B9, що має видиму зоряну величину в смузі V приблизно  8,4.
Вона  розташована на відстані близько 906,0 світлових років від Сонця.

## Пекулярний хімічний склад
Зоряна атмосфера HD65949 має підвищений вміст 
Hg
.